# Енліль-надін-аххе
Енліль-надін-аххе (д/н — після 1155 до н. е.) — цар Вавилону близько 1157—1155 до н. е. Ім'я перекладається як «Енліл дарував брата». Останній представник Каситської династії.

## Життєпис
Ймовірно, походив з каситської знаті. Очолив повстання проти еламського намісника Кутір-Нахунте. Боротьба з ним тривала 3 роки. Зрештою еламіти захопили та зруйнували Вавилон, який було жорстоко пограбовано, а статую Мардука разом з полоненим Енліль-надін-аххе та його родиною відправлено до столиці Еламу — Сузи. Відтоді Вавилонія увійшла до складу Еламського царства.